# Isaque de Nínive
Isaque de Nínive (em siríaco: ܐܝܼܣܚܵܩ ܕܢܝܼܢܘܹܐ; romaniz.: ʾĪsḥāq dəNīnwē), também conhecido como Isaque, o Sírio, ou apenas Mar Isaque, foi um bispo e teólogo do século VI d.C. Ele é considerado santo pela Igreja Ortodoxa e comemorado em 28 de janeiro. Em 9 de novembro de 2024, o Papa Francisco incluiu sua memória na Igreja Católica em sinal ecumênico com a Igreja Assíria do Oriente. Este gesto foi um acontecimento sem precedentes na história católica, onde um cristão nestoriano passou a ser considerado santo.

## Vida

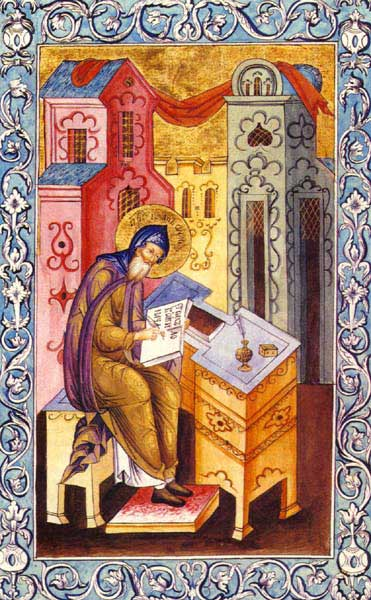
Ícone bizantino de santo Isaque de Nínive

Ele nasceu na região onde hoje é o Qatar ou Bahrein, na costa ocidental do Golfo Pérsico. Ainda muito jovem, ele e seu irmão entraram para um mosteiro, onde ele ganhou considerável renome como professor e chamou a atenção do católico-patriarca, chamado Jorge, que o ordenou bispo de Nínive, ao norte. Contudo, as tarefas administrativas não se mostraram adequadas para a sua disposição solitária e asceta: depois de apenas cinco meses, ele abdicou e foi para o sul, para a região selvagem do monte Matout, um refúgio de anacoretas. Lá ele viveu solitário por muitos anos, comendo apenas três pães e alguns vegetais crus por semana, um tema que impressionou seus hagiógrafos. Eventualmente, a cegueira e a idade obrigaram-no a se retirar para o mosteiro de Shabar, onde ele morreu e foi enterrado.

## Legado
Isaque é lembrado principalmente por suas homilias sobre a vida interior, que são frequentemente citadas e têm uma amplitude que transcende sua alegada fé nestoriana. Elas sobreviveram em manuscritos siríacos, assim como traduções para o grego e o árabe.
Isaque conscientemente evitou escrever sobre tópicos que estavam sob disputa ou sendo discutidos nos debates teológicos de seu tempo. Isto deu a ele um certo potencial ecumênico e é a provável razão de que, apesar de ele ser fiel às suas próprias tradições, ele acabou venerado e apreciado para além da Igreja Assíria. Ele é parte da tradição dos santos místicos orientais e suas obras dão considerável ênfase ao Espírito Santo e a temática do amor divino.
As obras de Isaque oferecem um raro exemplo de um grande grupo de textos sobre o ascetismo escrito por um eremita experiente e são, por isso, muito importantes para a compreensão do ascetismo cristão primitivo.

## Obras

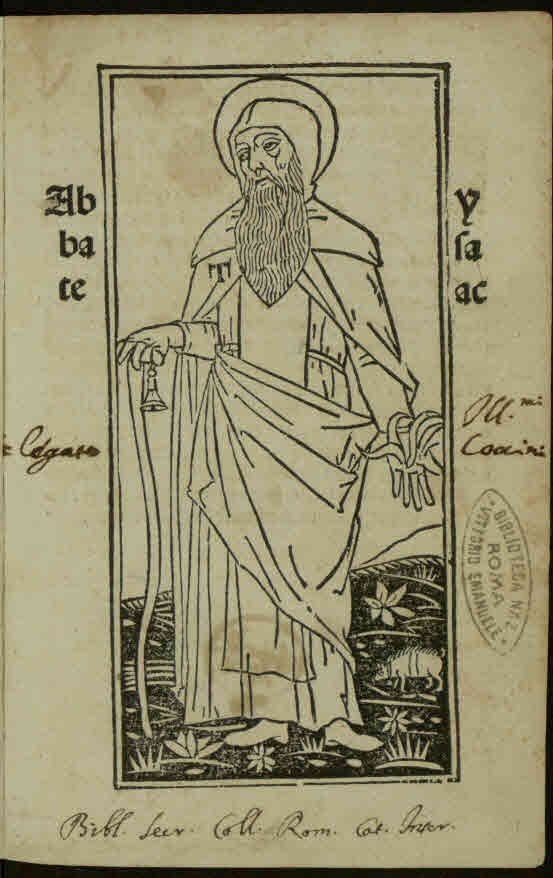
De perfectione vitae theoreticae, 1500

As instruções de Isaque chegaram até nós na forma de noventa e uma homilias.
Alguns temas que ele abordou:
- Fé, Providência Divina e Oração
- Obedecendo a Deus
- Esperança, Busca da Verdade e Paciência
- Paciência e Fortitude
- Hábitos e Moderação
- Arrependimentos
- Humildade
- Amor ao próximo, Perdão e o não-julgamento
- Ensinamento